# Mikhail Zaritskiy
Mikhail Zaritskiy (Russisch: Михаил Зарицкий) (Leningrad, 3 januari 1973) is een voormalig voetballer uit Luxemburg, die werd geboren in Rusland. Hij speelde als centrumspits gedurende zijn carrière in Rusland, Duitsland, Luxemburg en Griekenland. Hij was viermaal topscorer in de hoogste divisie in Luxemburg, de Nationaldivisioun. Zaritskiy verkreeg de Luxemburgse nationaliteit op basis van huwelijk.

## Interlandcarrière
Zaritskiy kwam in totaal vijftien keer (nul doelpunten) uit voor de nationale ploeg van Luxemburg in de periode 1999 – 2001. Hij maakte zijn debuut op 10 maart 1999 in de vriendschappelijke wedstrijd tegen IJsland, die eindigde in een 2-1 nederlaag. Zaritskiy moest in dat duel na 53 minuten plaatsmaken voor Gordon Braun. Zijn vijftiende en laatste interland speelde de spits op 28 maart 2001: de met 5-0 verloren WK-kwalificatiewedstrijd tegen Zwitserland. In dat duel trad hij na 68 minuten aan als vervanger van Daniel Huss.

## Erelijst
- Luxemburgs landskampioen

1994
- Beker van Luxemburg

1994
- Topscorer Nationaldivisioun

1996 (18 goals), 1997 (19 goals), 1998 (29 goals), 2001 (23 goals)
- Luxemburgs voetballer van het jaar

1997, 1998